# Caversham Park

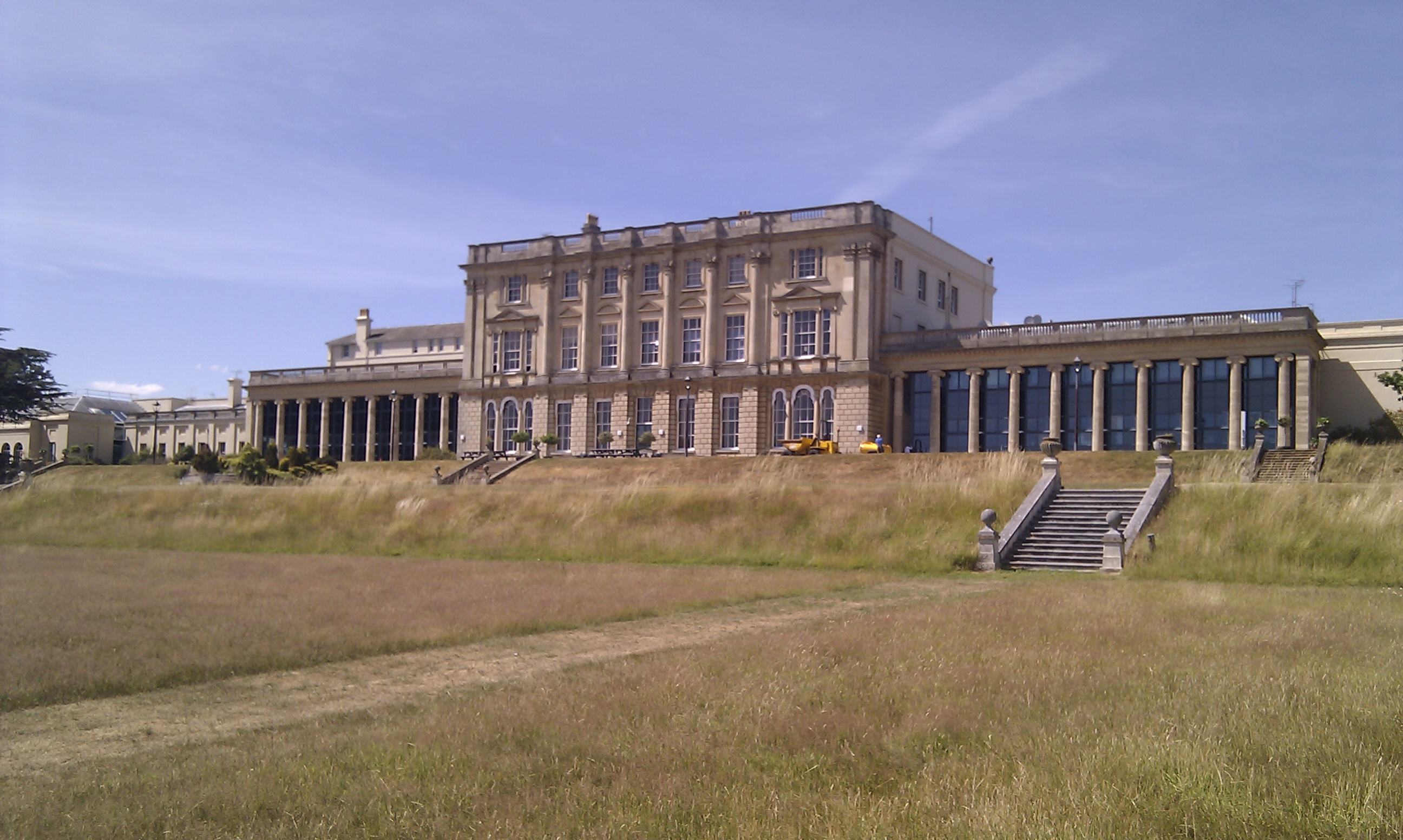
Landhaus von Caversham Park von Südosten

Caversham Park ist ein Landhaus mit Park in Caversham, einem Vorort von Reading in der englischen Grafschaft Berkshire. In Caversham Park sind BBC-Divisionen BBC Monitoring und BBC Radio Berkshire untergebracht.

## Geschichte
Die Geschichte von Caversham Park geht mindestens bis in normannische Zeit zurück, als Walter Giffard, ein entfernter Verwandter von Wilhelm dem Eroberer, das Anwesen nach der Eroberung Englands 1066 erhielt. Das Anwesen, damals Caversham Manor genannt, war ein befestigtes Herrenhaus oder eine Burg, vermutlich näher an der Themse als das heutige Haus. Das Anwesen war im Domesday Book erwähnt; der Eintrag weist eine Fläche von 9,7 km² und einen Wert von £ 20 aus. Das Anwesen ging Ende des 12. Jahrhunderts an den Marshal of England William Marshal, 1. Earl of Pembroke. Marshall, der in seinen letzten Lebensjahren als De-facto-Regent unter der Herrschaft des jungen Königs Heinrich III. diente, starb 1219 in Caversham Park.
Später gehörte das Anwesen den Earls of Warwick. 1542 kaufte es Sir Francis Knollys, der Schatzkanzler von Königin Elisabeth I. Aber er zog erst über 40 Jahre später dorthin und ließ das Haus etwas weiter nördlich komplett neu aufbauen. Sir Francis Knollys' Sohn William, der Earl of Banbury, bewirtete und unterhielt Königin Elisabeth I. und Königin Anna von Dänemark hier.
Später wohnte hier der Royalist William Craven, 1. Earl of Craven. Im englischen Bürgerkrieg war das Haus konfisziert und diente als Gefängnis für König Karl I. Nach dem Bürgerkrieg wurde das Herrenhaus abgerissen, weil es sich in schlechtem Erhaltungszustand befand.

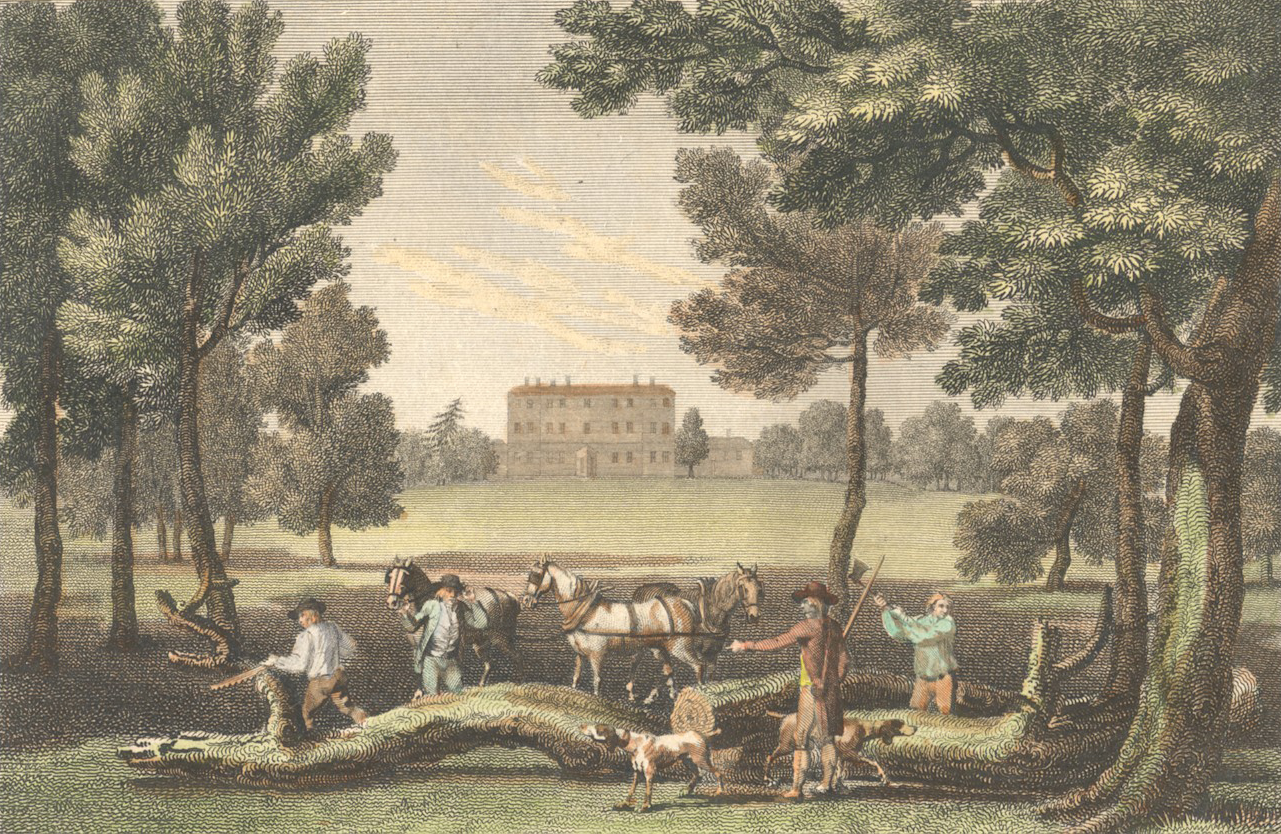
Druck von Caversham Park 1790–1799 von W. und J. Walker

William Cadogan, 1. Earl Cadogan, ließ mit dem Wiederaufbau des Hauses 1718 beginnen. Als Freund von John Churchill, 1. Duke of Marlborough, versuchte er, Gärten anlagen zu lassen, die mit denen von Blenheim Palace konkurrierten. Das Haus brannte Ende des 18. Jahrhunderts nieder und wurde durch ein kleineres Haus ersetzt. Major Charles Marsack ließ es in den 1780er-Jahren im Stil griechischer Tempel erweitern, u. a. um eine eindrucksvolle korinthische Kolonnade. Marsack war 1787 High Sheriff of Oxfordshire.
Auch dieses Haus brannte 1850 nieder.

## Der Garten
In seinen Observations on Modern Gardening beschreibt Thomas Whately 1770 die Zufahrt zu Lord Cadogans Caversham Park als Beispiel, eine kunstvolle Lösung seiner begrenzenden Lage “eingepfercht in einem engen Tal, ohne weite Ausblicke, Gebäude oder Wasser”. Er preist die unzweideutige Auslegung als Zufahrtsstraße zu einem großartigen Haus: „Die Zufahrt nach Caversham, von der aus man, obwohl sie eine Meile lang ist, bis kurz vor dem Erreichen des Hauses dieses nicht einmal sieht, kann dennoch nicht für einen anderen Weg gehalten werden als sie ist.“ „Die Straße durchquert die gesamte Breite eines schönen Tales, ist entlang des Talgrundes geführt, windet sich in natürlichen, leichten Schwüngen und präsentiert in jeder Biegung dem Blick eine neue Szene (…) den ganzen Weg unfühlbar ansteigend.“ Sie „steigt schließlich in einem dichten Wald im Garten zum Haus an, wo sie plötzlich auf eine reiche, ausgedehnte Aussicht hervorbricht, von der aus man die Stadt und die Kirchen von Reading im vollen Blick hat, ebenso wie die Hügel des Waldes von Windsor am Horizont.”
Im April 1786 besuchte Thomas Jefferson, der nachmalige dritte Präsident der USA, Caversham Park und andere Orte, die in Whatelys Traktat beschrieben wurden, um nach Inspirationen für seine eigenen Gärten in Monticello und anderen seiner architektonischen Projekte zu suchen. Jefferson, der ein scharfsinniger Beobachter war, schrieb in seinen Notes of a Tour of English Gardens:

„Caversham. Verkauft von Ld. Cadogan an Majr. Marsac: 25 Acres Garten, 400 Acres Park, 6 Acres Küchengarten. Eine große Rasenfläche, abgeteilt vom übrigen Garten durch einen versunkenen Zaun, scheint ein Teil davon zu sein. Ein gerader, breiter Kiesweg verläuft vor der Fassade und parallel zu ihr, auf der rechten Seite durch einen dorischen Tempel begrenzt, auf der anderen Seite mit einem feinen Ausblick. Der gerade Weg vermittelt einen schlechten Eindruck. Der Rasen vorne, der eine Weide ist, liegt schön und besitzt einige Baumgruppen.“

Jefferson unternahm eine Tour in Begleitung von John Adams, seinem engen Freund und Vorgänger im Präsidentenamt der USA. Adams Beobachtungen waren weitaus weniger ausführlich. Aber er liefert eine vollständigere Beschreibung ihrer Route:

„Mr Jefferson und ich fuhren in einer Postkutsche zur Woburn Farm, nach Caversham, Wotton, Stowe, Edgehill, Stratford-upon-Avon, Birmingham, The Leasowes, Hagley, Stourbridge, Worcester, Woodstock, Blenheim, Oxford, High Wycombe und zurück zum Grosvenor Square (…) Die Sitze der Adligen waren unsere großartigste Unterhaltung. Stowe, Hagley und Blenheim sind superb, Woburn, Caversham und The Leasowes sind wunderschön. Wotton ist sowohl großartig als auch elegant, wenn auch vernachlässigt.“

## Heutiges Gebäude

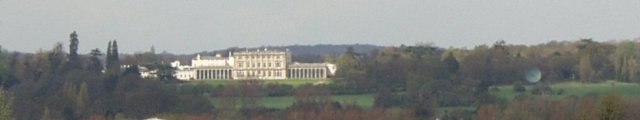
Caversham Park aus einiger Entfernung (siehe auch die Satellitenantenne der BBC rechts)

Das heutige Gebäude, das von italienischen Barockpalästen inspiriert wurde, baute der Architekt Horace Jones, der viel später auch Londons Tower Bridge baute, nach dem Brand von 1850. Der damalige Eigner des Anwesens, William Crashay II., ein Stahlbaron, den man Iron King nannte, ließ das Haus mit einem Stahlträgergerüst wieder aufbauen, ein frühes Beispiel für diese Technik. Jones setzte einen Hauptblock mit sieben Jochen zwischen zwei Kolonnaden, die 1840 John Thistlewood Crew geschaffen hatte und die offenbar den Brand überlebt hatten.
Im Ersten Weltkrieg diente ein Teil des Gebäudes als Genesendenheim für verwundete Soldaten. 1923 kaufte The Oratory School das Haus und etwa 120 Hektar von den etwa 730 Hektar großen Anwesen. Direktor der Schule war Edward Pereira. Aus der Zeit der Schule auf dem Anwesen sind eine Kapelle und drei Gräber von Jungen übriggeblieben. Einer starb 1940, im Zweiten Weltkrieg, die anderen beiden waren bereits in den 1920er-Jahren an einem Unfall und einer Krankheit verstorben.
Das Wohngebiet Caversham Park Village wurde in den 1960er-Jahren auf einem Teil des Parkgrundstücks angelegt.
Von der Straße A2390, Richtung Norden, nach Reading, in der Nähe der Kreuzung mit der A4 aus ist Caversham Park ein deutlich sichtbares Wahrzeichen, das dominant auf einem bewaldeten Hügel jenseits der Themse steht. Das Landhaus wurde von English Heritage als historisches Bauwerk II. Grades gelistet.

### BBC Monitoring
Im Verlauf des Zweiten Weltkrieges requirierte das britische Gesundheitsministerium Caversham Park und wollte es anfangs in ein Krankenhaus umwandeln. Aber dann kauft die BBC das Anwesen mit Geldern aus dem Grant-in-Aid-Fonds der Regierung und verlegte im Frühjahr 1943 ihren Beobachtungsdienst für ausländische Medien aus der Wood Norton Hall bei Evesham in Worcestershire hierher. Das nahegelegene Anwesen Crowsley Park House kaufte die BBC zur selben Zeit zur Nutzung als Empfangsstation der Abteilung. Caversham Park und Crowsley Park werden auch heute noch für diese Zwecke genutzt. Ebenfalls befindet sich BBC Radio Berkshire in Caversham Park.
In den 1980er-Jahren ließ die BBC die alten Innenräume restaurieren, alte Nutzgebäude aus Ziegelsteinen entfernen, die während des Krieges neben dem Landhaus aufgebaut worden waren, die Orangerie als Abhörraum und Büros für den Herausgeber umbauen und einen neuen, großen Westflügel bauen. In einem weiteren, großen Umbauprojekt wurde dieser Westflügel 2007–2008 für die Aufnahme des gesamten Personals von BBC Monitoring umgestaltet.
Eine große Satellitenantenne mit 10 Meter Durchmesser wurde Anfang der 1980er-Jahre auf dem Grundstück aufgestellt. Später wurde die anfangs weiß gestrichene Satellitenschüssel grün lackiert, damit sie weniger auffällig war. Kurzwellenantennen vor dem Haus wurden abgebaut.
In den 1980er-Jahren wurde der formelle Name der Einheit auf BBC Monitoring verkürzt.